# Tatiana Chtchogoleva
Tatiana Nikolaïevna Chtchogoleva (russe : Татьяна Николаевна Щёголева, née le 9 février 1982  à Moscou, est une joueuse russe de basket-ball, évoluant au poste de pivot.

## Club
- BK Klosterneuburg
- Volgaburmash Samara
- Spartak Moscou

## Palmarès

### Club
- Euroligue 2005, 2009
- Championne de Russie 2004
- Coupe de Russie 2004

### Sélection nationale
- Jeux olympiques d'été
  -  Médaille de bronze aux Jeux olympiques de 2008 à Pékin,  Chine
  -  Médaille de bronze des Jeux olympiques de 2004 à Athènes
- Championnat du monde de basket-ball féminin
  -  Médaille d'or au Championnat d'Europe 2007 en Italie
  -  Médaille d'argent au Championnat du monde 2006 au Brésil
- championnat d'Europe
  -  Médaille d'or du championnat d'Europe 2003
  -  Médaille d'argent au Championnat d'Europe 2009
  -  Médaille d'argent du championnat d'Europe 2005

- Compétitions de jeunes 
  - Médaille d'argent du Championnat du monde des moins de 21 ans en 2001